# 2024-es atlétikai Európa-bajnokság
A 2024-es atlétikai Európa-bajnokság volt a 26. szabadtéri Európa-bajnokság. A versenyeket június 7. és 12. között rendezték Rómában, Olaszországban.
Az Európa-bajnokságok történetében 1974 után másodszor szerepelt Róma házigazdaként. Az Európai Atlétikai Szövetség 2020 novemberében döntött az olasz főváros mellett, a katowicei pályázat ellenében. Olimpia évében először rendeztek gyaloglószámokat az Európa-bajnokságon, illetve új számként debütált a 4×400 méteres vegyesváltó.

## A magyar sportolók eredményei
| Érem  | Versenyző    | Versenyszám         | Dátum     |
| ----- | ------------ | ------------------- | --------- |
| Ezüst | Halász Bence | Férfi kalapácsvetés | június 9. |

## Eredmények
- WR – világrekord
- CR – Európa-bajnoki rekord
- AR – kontinensrekord
- NR – országos rekord
- PB – egyéni rekord
- WL – az adott évben aktuálisan a világ legjobb eredménye
- EL – az adott évben aktuálisan Európa legjobb eredménye
- SB – az adott évben aktuálisan az egyéni legjobb eredmény
- * – a csillaggal megjelölt sportolók csak az előfutamokban indultak, a döntőben nem

### Férfiak
| Versenyszám              | Arany | Arany        | Ezüst                                                                                     | Ezüst        | Bronz | Bronz               |
| ------------------------ | --- | ------------ | ----------------------------------------------------------------------------------------- | ------------ | --- | ------------------- |
| 100 m                    | Marcell Jacobs · Olaszország                                                                                           | 10,02 SB     | Chituru Ali · Olaszország                                                                 | 10,05 PB     | Romell Glave · Nagy-Britannia                                                                             | 10,06               |
| 200 m                    | Timothé Mumenthaler · Svájc                                                                                            | 20,28 EU23L  | Filippo Tortu · Olaszország                                                               | 20,41        | William Reais · Svájc                                                                                     | 20,47               |
| 400 m                    | Alexander Doom · Belgium                                                                                               | 44,15 CR     | Charles Dobson · Nagy-Britannia                                                           | 44,38 PB     | Liemarvin Bonevacia · Hollandia                                                                           | 44,88 SB            |
| 800 m                    | Gabriel Tual · Franciaország                                                                                           | 1:44,87      | Mohamed Attaoui · Spanyolország                                                           | 1:45,20      | Catalin Tecuceanu · Olaszország                                                                           | 1:45,40             |
| 1500 m                   | Jakob Ingebrigtsen · Norvégia                                                                                          | 3:31,95 CR   | Jochem Vermeulen · Belgium                                                                | 3:33,30 PB   | Pietro Arese · Olaszország                                                                                | 3:33,34             |
| 5000 m                   | Jakob Ingebrigtsen · Norvégia                                                                                          | 13:20,11 SB  | George Mills · Nagy-Britannia                                                             | 13:21,38     | Dominic Lokinyomo Lobalu · Svájc                                                                          | 13:21,61            |
| 10 000 m                 | Dominic Lokinyomo Lobalu · Svájc                                                                                       | 28:00,32     | Yann Schrub · Franciaország                                                               | 28:00,48 SB  | Thierry Ndikumwenayo · Spanyolország                                                                      | 28:00,96            |
| Félmaraton               | Yemaneberhan Crippa · Olaszország                                                                                      | 1:01:03 CR   | Pietro Riva · Olaszország                                                                 | 1:01:04 SB   | Amanal Petros · Németország                                                                               | 1:01:07             |
| Félmaraton csapatverseny | Olaszország | 3:03:34      | Izrael                                                                                    | 3:04:09      | Németország                                                                                               | 3:05:33             |
| 110 m gát                | Lorenzo Simonelli · Olaszország                                                                                        | 13,05 EL     | Enrique Llopis · Spanyolország                                                            | 13,16 PB     | Jason Joseph · Svájc                                                                                      | 13,43               |
| 400 m gát                | Karsten Warholm · Norvégia                                                                                             | 46,98 CR     | Alessandro Sibilio · Olaszország                                                          | 47,50 NR     | Carl Bengtström · Svédország                                                                              | 47,94 NR            |
| 3000 m akadály           | Alexis Miellet · Franciaország                                                                                         | 8:14,01 PB   | Djilali Bedrani · Franciaország                                                           | 8:14,36      | Karl Bebendorf · Németország                                                                              | 8:14,41 PB          |
| 4 × 100 m váltó          | Olaszország · Matteo Melluzzo · Marcell Jacobs · Lorenzo Patta · Filippo Tortu · Roberto Rigali* · Lorenzo Simonelli*  | 37,82 EL     | Hollandia · Elvis Afrifa · Taymir Burnet · Xavi Mo-Ajok · Nsikak Ekpo                     | 38,46        | Németország · Kevin Kranz · Owen Ansah · Deniz Almas · Lucas Ansah-Peprah                                 | 38,52               |
| 4 × 400 m váltó          | Belgium · Jonathan Sacoor · Robin Vanderbemden · Dylan Borlée · Alexander Doom · Florent Mabille* · Christian Iguacel* | 2:59,84 EL   | Olaszország · Luca Sito · Vladimir Aceti · Riccardo Meli · Edoardo Scotti · Brayan Lopez* | 3:00,81 SB   | Németország · Manuel Sanders · Jean Paul Bredau · Marc Koch · Emil Agyekum · Lukas Krappe* · Tyler Prenz* | 3:00,82 SB          |
| 20 km gyaloglás          | Perseus Karlström · Svédország                                                                                         | 1:19:13      | Paul McGrath · Spanyolország                                                              | 1:19:31      | Francesco Fortunato · Olaszország                                                                         | 1:19:54 SB          |
| Magasugrás               | Gianmarco Tamberi · Olaszország                                                                                        | 237 cm CR    | Vladiszlav Lavszkij · Ukrajna                                                             | 229 cm PB    | Oleh Doroscsuk · Ukrajna                                                                                  | 226 cm              |
| Rúdugrás                 | Armand Duplantis · Svédország                                                                                          | 610 cm CR    | Emanuíl Karalísz · Görögország                                                            | 587 cm PB    | Ersu Şaşma · Törökország Oleg Zernikel · Németország                                                      | 582 cm =SB582 cm SB |
| Távolugrás               | Miltiádisz Tendóglu · Görögország                                                                                      | 8,65 m CR    | Mattia Furlani · Olaszország                                                              | 8,38 m WU20R | Simon Ehammer · Svájc                                                                                     | 8,31 m              |
| Hármasugrás              | Jordan Díaz · Spanyolország                                                                                            | 18,18 m CR   | Pedro Pichardo · Portugália                                                               | 18,04 m NR   | Thomas Gogois · Franciaország                                                                             | 17,38 m PB          |
| Súlylökés                | Leonardo Fabbri · Olaszország                                                                                          | 22,45 m CR   | Filip Mihaljević · Horvátország                                                           | 21,20 m      | Michał Haratyk · Lengyelország                                                                            | 20,94 m SB          |
| Diszkoszvetés            | Kristjan Čeh · Szlovénia                                                                                               | 68,08 m      | Lukas Weißhaidinger · Ausztria                                                            | 67,70 m      | Mykolas Alekna · Litvánia                                                                                 | 67,48 m             |
| Gerelyhajítás            | Jakub Vadlejch · Csehország                                                                                            | 88,65 m      | Julian Weber · Németország                                                                | 85,94 m      | Oliver Helander · Finnország                                                                              | 85,75 m SB          |
| Kalapácsvetés            | Wojciech Nowicki · Lengyelország                                                                                       | 80,95 m SB   | Halász Bence · Magyarország                                                               | 80,49 m SB   | Mihajlo Kohan · Ukrajna                                                                                   | 80,18 m             |
| Tízpróba                 | Johannes Erm · Észtország                                                                                              | 8764 pont PB | Sander Skotheim · Norvégia                                                                | 8635 pont PB | Makenson Gletty · Franciaország                                                                           | 8604 pont PB        |

### Nők
| Versenyszám              | Arany | Arany        | Ezüst                                                                                            | Ezüst         | Bronz                                                                                            | Bronz       |
| ------------------------ | --- | ------------ | ------------------------------------------------------------------------------------------------ | ------------- | ------------------------------------------------------------------------------------------------ | ----------- |
| 100 m                    | Dina Asher-Smith · Nagy-Britannia | 10,99        | Ewa Swoboda · Lengyelország                                                                      | 11,03         | Zaynab Dosso · Olaszország                                                                       | 11,03       |
| 200 m                    | Mujinga Kambundji · Svájc | 22,49        | Daryll Neita · Nagy-Britannia                                                                    | 22,50         | Hélène Parisot · Franciaország                                                                   | 22,63 PB    |
| 400 m                    | Natalia Kaczmarek · Lengyelország | 48,98 EL, NR | Rhasidat Adeleke · Írország                                                                      | 49,07 EU23L   | Lieke Klaver · Hollandia                                                                         | 50,08 SB    |
| 800 m                    | Keely Hodgkinson · Nagy-Britannia | 1:58,65      | Gabriela Gajanová · Szlovákia                                                                    | 1:58,79 SB    | Anaïs Bourgoin · Franciaország                                                                   | 1:59,30     |
| 1500 m                   | Ciara Mageean · Írország | 4:04,66      | Georgia Bell · Nagy-Britannia                                                                    | 4:05,33       | Agathe Guillemot · Franciaország                                                                 | 4:05,69     |
| 5000 m                   | Nadia Battocletti · Olaszország | 14:35,29 CR  | Karoline Bjerkeli Grøvdal · Norvégia                                                             | 14:38,62 PB   | Marta García · Spanyolország                                                                     | 14:44,04 NR |
| 10 000 m                 | Nadia Battocletti · Olaszország | 30:51,32 NR  | Diane van Es · Hollandia                                                                         | 30:57,24 PB   | Megan Keith · Nagy-Britannia                                                                     | 31:04,77    |
| Félmaraton               | Karoline Bjerkeli Grøvdal · Norvégia | 1:08:09 CR   | Joan Chelimo Melly · Románia                                                                     | 1:08:55       | Calli Hauger-Thackery · Nagy-Britannia                                                           | 1:08:58     |
| Félmaraton csapatverseny | Nagy-Britannia | 3:29:01      | Németország                                                                                      | 3:31:59       | Spanyolország                                                                                    | 3:33:16     |
| 100 m gát                | Cyréna Samba-Mayela · Franciaország | 12,31 CR     | Ditaji Kambundji · Svájc                                                                         | 12,40 EU23R   | Pia Skrzyszowska · Lengyelország                                                                 | 12,42 PB    |
| 400 m gát                | Femke Bol · Hollandia | 52,49 CR     | Louise Maraval · Franciaország                                                                   | 54,23 PB      | Cathelijn Peeters · Hollandia                                                                    | 54,37       |
| 3000 m akadály           | Alice Finot · Franciaország | 9:16,22      | Gesa Felicitas Krause · Németország                                                              | 9:18,06       | Elizabeth Bird · Nagy-Britannia                                                                  | 9:18,39     |
| 4 × 100 m váltó          | Nagy-Britannia · Dina Asher-Smith · Desirèe Henry · Amy Hunt · Daryll Neita · Asha Philip*                                                  | 41,91 EL     | Franciaország · Orlann Oliere · Gémima Joseph · Hélène Parisot · Sarah Richard · Maroussia Paré* | 42,15 SB      | Hollandia · Nadine Visser · Marije van Hunenstijn · Minke Bisschops · Tasa Jiya                  | 42,46       |
| 4 × 400 m váltó          | Hollandia · Lieke Klaver · Cathelijn Peeters · Lisanne de Witte · Femke Bol · Eveline Saalberg* · Anne van de Wiel* · Myrte van der Schoot* | 3:22,39 EL   | Írország · Sophie Becker · Rhasidat Adeleke · Phil Healy · Sharlene Mawdsley · Lauren Cadden*    | 3:22,71 NR    | Belgium · Naomi Van Den Broeck · Imke Vervaet · Cynthia Bolingo · Helena Ponette · Camille Laus* | 3:22,95 SB  |
| 20 km gyaloglás          | Antonella Palmisano · Olaszország | 1:28:09      | Valentina Trapletti · Olaszország                                                                | 1:28:37 PB    | Ljudmila Oljanovszka · Ukrajna                                                                   | 1:28:48 SB  |
| Magasugrás               | Jaroszlava Mahucsih · Ukrajna | 201 cm       | Angelina Topić · Szerbia                                                                         | 197 cm        | Irina Hrihorivna Herascsenko · Ukrajna                                                           | 195 cm =SB  |
| Rúdugrás                 | Angelica Moser · Svájc | 478 cm NR    | Katerína Sztefanídi · Görögország                                                                | 473 cm SB     | Molly Caudery · Nagy-Britannia                                                                   | 473 cm      |
| Távolugrás               | Malaika Mihambo · Németország | 722 cm WL    | Larissa Iapichino · Olaszország                                                                  | 694 cm EU23L  | Agate de Sousa · Portugália                                                                      | 691 cm SB   |
| Hármasugrás              | Ana Peleteiro-Compaoré · Spanyolország | 14,85 m =EL  | Tuğba Danışmaz · Törökország                                                                     | 14,57 m NR    | Ilionis Guillaume · Franciaország                                                                | 14,43 PB    |
| Súlylökés                | Jessica Schilder · Hollandia | 18,77 m      | Jorinde van Klinken · Hollandia                                                                  | 18,67 m SB    | Yemisi Ogunleye · Németország                                                                    | 18,62 m     |
| Diszkoszvetés            | Sandra Perković Elkasević · Horvátország | 67,04 m SB   | Jorinde van Klinken · Hollandia                                                                  | 65,99 m SB    | Liliana Cá · Portugália                                                                          | 64,53 m     |
| Gerelyhajítás            | Victoria Hudson · Ausztria | 64,62 m      | Adriana Vilagoš · Szerbia                                                                        | 64,42 m EU23L | Marie-Therese Obst · Norvégia                                                                    | 63,50 PB    |
| Kalapácsvetés            | Sara Fantini · Olaszország | 74,18 m SB   | Anita Włodarczyk · Lengyelország                                                                 | 72,92 m SB    | Rose Loga · Franciaország                                                                        | 72,68 m PB  |
| Hétpróba                 | Nafissatou Thiam · Belgium | 6848 pont CR | Auriana Lazraq-Khlass · Franciaország                                                            | 6635 pont PB  | Noor Vidts · Belgium                                                                             | 6596 PB     |

### Vegyes
| Versenyszám     | Arany                                                                                 | Arany      | Ezüst                                                                     | Ezüst      | Bronz                                                                           | Bronz      |
| --------------- | ------------------------------------------------------------------------------------- | ---------- | ------------------------------------------------------------------------- | ---------- | ------------------------------------------------------------------------------- | ---------- |
| 4 × 400 m váltó | Írország · Christopher O'Donnell · Rhasidat Adeleke · Thomas Barr · Sharlene Mawdsley | 3:09,92 CR | Olaszország · Luca Sito · Anna Polinari · Edoardo Scotti · Alice Mangione | 3:10,69 NR | Hollandia · Liemarvin Bonevacia · Lieke Klaver · Isaya Klein Ikkink · Femke Bol | 3:10,73 SB |